# 래코드
래;코드(RE;CODE)는 대한민국의 패션브랜드로 사라지게 될 대상이나 문화(CODE)가 계속 순환한다(RE;)’는 뜻을 지닌다.
폐기물을 소재로 의류와 액세서리를 생산하는 업사이클링 디자인 분야의 대표적인 기업이다. 코오롱 인더스트리 FnC부문의 소속 브랜드로 계열사에서 발생한 의류재고를 바탕으로 해체와 재가공의 과정을 거쳐 제품을 생산한다.
이러한 특징들과 다양한 사회공헌 활동 덕분에 현재 한국을 대표하는 지속 가능한 윤리적 패션브랜드로 손꼽히고 있다.

## 개요
코오롱에서는 연 1조5,000억 원의 매출에 따르는 많은 양의 의류재고가 발생하는데, 이러한 재고는 계속해서 증가하고 있다. 3년이 지나도 팔리지 않은 의류 재고는 모두 소각장으로 보내지며 코오롱에서 1년에 소각되는 옷들만 연간 40억원에 이른다.
래코드는 이러한 소각되는 의류의 양을 경감하고 환경을 보호하자는 의미에서 2012년 3월 처음 시작되었다. 출시된 지 3년이 지난 계열 브랜드(코오롱스포츠, 시리즈, 헨리코튼, 럭키슈에뜨 등)의 의류 재고를 주된 소재로 하는 인벤토리 콜렉션(Inventory Collection)을 주축으로 에어백, 카시트 등의 산업 폐기물을 사용하는 인더스트리얼 콜렉션(Industrial Collection), 오래된 군용품들을 재료로 하는 밀리터리 콜렉션(Military Collection)까지 소재의 폭을 넓혀가고 있다.
여러 벌의 옷과 소재를 해체하고 다시 재조합 하는 방식으로 제작하며, 이러한 과정은 모두 안양에 위치한 브랜드의 아틀리에에서 디자이너와 봉제장인들의 손을 거쳐 이루어진다. 하나하나 모두 사람의 손을 거쳐야 하고, 재고의류의 수량도 한정되어 있기 때문에 모든 옷들은 5장 내외의 리미티드 에디션 개념으로 생산된다.
최근에는 이러한 장인정신과 실험성, 심미성 등에 대한 노력을 인정받아 프리즈 아트페어, 캡슐쇼 등 국내외 각종 행사에 초대 받은 바 있다. 현재 패션계에 지속적으로 제기되고 있는 SPA 브랜드들의 환경파괴 및 공정무역 등의 이슈에 대한 대안으로 ‘지속 가능한’ 패션이 계속해서 각광받고 있는 가운데, 해당 분야의 선도적 브랜드로서 윤리적 소비와 기업의 CSR활동에서 모범적인 사례로 손꼽힌다.

## 연혁 및 수상내역
- 2012.03_ 브랜드 런칭
- 2013.01_ 베를린 캡슐쇼 참가[6]
- 2013.02_ 파리 캡슐쇼 참가
- 2013.06_ 이태원 시리즈코너 플래그쉽 스토어 오픈[7]
- 2013.10_ 런던 프리즈 아트페어 참가[8]
- 2014.02_ 이태리 화이트쇼, 파리 캡슐쇼 참가
- 2014.09_ 홍콩 K11 디자인 페스티벌
- 2014.09_ 비영리 문화예술공간, 명동 '래코드 나눔의공간' 오픈[9]
- 2014.10_ 서울 Eco-Bridge 페스티벌 참가
- 2014.11_ 디자인 코리아 전시
- 2015.10_ The World Forum for a Responsible Economy 초청연설 (France, Lille)[10]
- 2015.10_ 대한민국 친환경대전 참가[11]
- 2015.11_ Y.E.S. (yoox.com Esthetica Sustainability) 어워드 파이널 리스트[12]
- 2015.11_ 2015 DFA 어워드 수상[13]
- 2016.02_ 뉴욕 캡슐쇼, 트라누이 참가
- 2016.06_ 중국 광저우 매장 오픈 (K-store)
- 2016.06_ 개인 맞춤서비스 RE;colletion 런칭[14]
- 2016.10_ 래코드X아름지기 콜라보레이션 (저고리, 그리고 소재를 이야기하다 展)[15]
- 2016.10_ 청주 국제 공예페어 전시참여
- 2017.01_ 래코드X비뮈에뜨, Concept Korea at Pitti Immagine Uomo[16]
- 2017.01_ 프랑스 파리 편집숍 'Merci' 팝업 입점[17]
- 2017.01_ 래코드X안드레아크루, 파리패션위크 18F/W
- 2017.03_ MCBW(뮌헨 크리에이티브 비즈니스 위크) 전시 및 워크샵
- 2017.09_ 서울 새활용플라자 오픈전시 및 워크숍
- 2017.09_ LA Style Lounge 전시
- 2017.11_ 돈의문 박물관마을 'RE;studio' 오픈[18]
- 2017.12_ 100인의 리테이블, 'The white party' 개최 (명동 나눔의공간)[19]
- 2018.01_ 베를린 '에티컬 패션쇼' 참가[20]
- 2018.06_ 프랑스 '안티패션' 전시, 강연 및 워크숍[21]